# Angyal Endre
Angyal Endre (Pozsony, 1915. szeptember 25. – Pécs, 1976. március 28.) irodalomtörténész.

## Pályafutása
A budapesti Pázmány Péter Tudományegyetemen 1938-ban szerzett bölcsészdoktori oklevelet, majd Münchenben és Firenzében tanult. Hazatérése után, 1942-től Budapesten, majd Pécsett volt középiskolai tanár. 1953-tól 1966-ig a debreceni Kossuth Lajos Tudományegyetem szlavisztikai tanszékén volt tanársegéd. Ezt követően 1975-ig a pécsi Dunántúli Tudományos Intézetben dolgozott tudományos munkatársként. Irodalom- és művelődéstörténeti kutatásai során főleg a barokk stílus vizsgálatával foglalkozott, különös tekintettel a szláv és a magyar barokkra.

## Főbb művei
- Theatrum Mundi (Budapest, 1938)
- Udvari kultúra, udvari költészet (Kolozsvár, 1944)
- Barock in Ungarn (Budapest-Lipcse–Milánó, 1945)
- A reneszánsz és a barokk Kelet-Európában (Budapest, 1961)
- Kelet-Európa művészete a 18–19. században (Budapest, 1961)
- August Pavel (Debrecen, 1961)
- Die slawische Barockwelt (Lipcse, 1961)
- Dobrović az ember, művész és politikus (Pécs, 1968)
- Magyar-horvát kapcsolatok a historiográfiában (Budapest, 1970)

## Folyóiratokban megjelent fontosabb tanulmányai
- Magyar barokk költők (Egyetemes Philologiai Közlöny, 1938)
- A szláv barokk fölfedezése (Új Élet, 1943)
- A háromszáz éves Szigeti Veszedelem (Magyar Nyelvőr, 1951)
- A szláv barokk kutatásának újabb eredményei (Világirodalmi Figyelő, 1959)
- Nép és irodalom a középkorban (Filológiai Közlöny, 1959)